# Caleb Houstan
Caleb Michael David Houstan (ur. 9 stycznia 2003 w Mississaudze) – kanadyjski koszykarz, występujący na pozycji rzucającego obrońcy, aktualnie zawodnik zespołu Orlando Magic.
W 2021 wystąpił w spotkaniach gwiazd amerykański szkół średnich – McDonald’s All-American i Jordan Brand Classic. Został też wybrany najlepszym zawodnikiem szkół średnich stanu Floryda (Gatorade Florida Player of the Year).

## Osiągnięcia
Stan na 24 lutego 2023, na podstawie, o ile nie zaznaczono inaczej.
NCAA
- Uczestnik rozgrywek Sweet 16 turnieju NCAA (2022)
- Najlepszy pierwszoroczny zawodnik tygodnia konferencji Big Ten (24.01.2022)

Reprezentacja
- Wicemistrz Ameryki U–16 (2019)
- Brązowy medalista mistrzostw świata U–19 (2021)
- Uczestnik mistrzostw świata U–17 (2018 – 4. miejsce)
- Zaliczony do I składu mistrzostw Ameryki U–16 (2019)